# Tigernán Mór Ua Ruairc
Tighearnán Mór Ua Ruairc (ou : Tigernán Mór Ua Ruairc, anglicisé en Tiernan O'Rourke) (fl. 1128–1172) règne sur le royaume de  Breifne comme souverain de la dynastie Ua Ruairc (anglais O Rourke) (964–1605 CE), une lignée des Uí Briúin. C'est un des rois provinciaux d'Irlande au XIIe siècle, agrandissant constamment son royaume grâce à des alliances changeantes, dont la plus ancienne avec Toirdelbach Ua Conchobair roi du Connacht et Ard ri Erenn, puis son fils et successeur Ruaidri Ua Conchobair. Il est connu pour son rôle dans l'expulsion d'Irlande en 1166 de Diarmait Mac Murchada, roi de Leinster. Le recrutement ultérieur par Mac Murchada de mercenaires cambro-normands pour l'aider à récupérer son royaume de Leinster a finalement conduit à l'invasion normande de l'Irlande.

## Premières années
Tigernán Mór Ua Ruairc serait le fils ainé d'Áed In Gilla Srónmáel Ó Ruairc roi de Conmaicne (mort en 1122), il aurait régné sur le Bréifne dès 1124, selon le Livre de Mac Carthaigh et les Annales des quatre maîtres, le premier indiquant qu'il était allié à cette époque avec les rois de Meath et de Leinster contre Toirdelbach Ua Conchobair. Cependant les Annales d'Ulster et les Annales de Tigernach ne le mentionnent pas avant 1128, lorsqu'elles relèvent ses vols et ses meurtres de proches de l'Archevêque d'Armagh, les premières qualifiant son action comme « un acte détestable et sans précédent aux conséquences néfastes ».
Il semble avoir mené de nombreux raids dans d'autres territoires lors de la décennie 1130. En 1143, il seconde Toirdelbach Ua Conchobair lors de la capture de son fils rebelle Ruaidhrí. En 1144, il reçoit d'Ua Choncobair, la moitié de l'est du Meath, pendant que l'autre moitié est donnée à Diarmait Mac Murchada, roi de Leinster. Ensemble Ua Ruairc et Mac Murchada se joignent à l'Ard Ri lors d'un raid dans le Munster en 1151.

## L'enlèvement de Derbforgaill et l'invasion normande de l'Irlande
En 1152, l'épouse d'Ua Ruairc, Derbforgaill ingen Maeleachlainn, est enlevée avec son bétail et ses richesses personnelles par Mac Murchada, qui mène une expédition dans les domaines d'Ua Ruairc avec l'aide de Toirdelbach Ua Conchobair. Bien que les Annales des quatre maîtres indique que Derbforgaill retourne chez Ua Ruairc dès l'année suivante, le conflit n'en reste pas là. En 1166, Mac Murchada est chassé du Leinster par Ua Ruairc, Ruaidri Ua Conchobair, qui avait succédé à son père comme roi de Connacht et Ard ri Erenn, et Diarmait mac Domnaill Ua Máel Sechlainn, roi du Meath Malgré la période de quatorze années qui s'écoule entre l'enlèvement de Derbforgaill et l'expulsion de  Mac Murchada du Leinster, plusieurs sources attribuent le rôle d'Ua Ruairc dans l'expulsion de Mac Murchada à son désir de vengeance pour la  rapt de de Derbforgaill.
Mac Murchada s'enfuit à la cour d'Henri II d'Angleterre en Aquitaine, où il demande de l'aide à  Henri pour reprendre son domaine du Leinster. Henri accepte que  Mac Murchada puisse recruter des soldats mercenaires parmi ses sujets. L'irlandais persuade alors Richard FitzGilbert de Clare, 2e comte de  Pembroke, connu sous le surnom de Strongbow, de l'assister en lui promettant l'expectative de sa succession dans le Leinster en contrepartie. Il revient tout d'abord dans le Leinster dès 1167 avec une petite troupe de chevaliers normands et il est défait par Ruaidhrí Ua Conchobair, Ua Ruairc et Ua Maelseachlainn. À cette occasion, il reçoit néanmoins le droit de demeurer en Irlande, mais il est contraint de payer cent onces d'or à Ua Ruairc pour l'enlèvement de Derbforgaill (ce qui prouve bien que selon les Lois des brehons, le rapt d'une épouse est illégal) et de se soumettre en donnant des otages à Ruaidhrí. Ce n'est qu'avec l'arrivée de Robert Fitz Stephen (en), Hervey de Montmorency, Raymond le Gros et enfin de Strongbow lui-même que Mac Murchada obtient des succès.
Ua Ruairc voit ses domaines du Meath pillés par Mac Murchada et Strongbow en 1170. En représailles, les Annales de Tigernach avancent qu'il persuade Ruaidhrí Ua Conchobair d'exécuter les otages qu'il avait obtenus de Mac Murchada l'année précédente. En 1171, il se joint à Ruaidhrí lors de son siège infructueux de Dublin, qui avait été prise par Mac Murchada et Strongbow. Plus tard dans la même année, il razzie les territoires autour de Dublin, menant sans succès des combats contre les Normands implantés là avec Miles de Cogan. Lors de ces engagements, son fils, Aodh, est tué.
Selon Giraldus Cambrensis, Ua Ruairc est l'un des « Rois d'Irlande » qui font allégeance à Henri II dès son arrivée dans l'île en 1171 afin de d'assurer son contrôle sur Strongbow.

## Mort
Avant son départ, Henri, de son droit de Seigneur d'Irlande, accorde la  Seigneurie de Meath à Hugues de Lacy en 1172.
Selon Giraldus Cambrensis, Ua Ruairc est tué lors d'une rencontre sur la Hill of Ward (en) par un chevalier Cambro-Normand, nommé Griffin FitzWilliam, qui agissait pour protéger Hugh de Lacy et Maurice FitzGerald, Lord of Lanstephan (en), que selon Giraldus, Ua Ruairc tentait de tuer après l'échec des négociations. Cet événement survient peu après le départ de Henri II d'Irlande. Toutefois, les Annales de Tigernach indiquent qu'il fut trahi et tué par Eoan Mer, Richard de Clare le Jeune, un fils de  Strongbow, et Domhnall, un fils de Annach Ua Ruairc en 1172.
Les Annales des quatre maîtres, de leur côté précisent qu'il meurt par traitrise des mains de Hugues de Lacy et l'annaliste souligne qu'il était « un homme qui avait détenu un grand pouvoir pendant longtemps ».

## Famille
Par sa mère Tigerman Mor Ua Ruairc était le demi-frère de Donnchad Ua Cerbaill (mort en 1168), d'Airgíalla.
Il avait quatre fils :                  
- Máel Sechlainn tué en 1162 par le « petit-fils d'Annach » [23]
- Áed  Marach tué en 1171, en attaquant Dublin  [24]
- Sitric mort en 1166
- Cathal Liath, ancêtre de deux rois de Bréifne postérieurs

## Sources
- (en) Goddard Henry Orpen (Introduction de Seán Duffy), Ireland under the Normands 1169-1333, Dublin, Four Courts Press (réédition), 2005, 633 p. (ISBN 9781846828188), p. 44,48,53,55,57,62,68,142,167,209,215,225,240,264,320,321
- (en) Clare Downham, Medieval Ireland, Cambridge, Cambridge University Press, 2018, 394 p. (ISBN 9781906716066), p. 241,261,269,
- (en) Art Cosgrove (sous la direction de), Medieval Ireland 1169-1534, Oxford, Oxford University Press, coll. « A New History of Ireland » (no 2), 2008, 1004 p. (ISBN 978019 9539703), p. 6,9-10,15,19-20,63,71,83,Conflit avec Mac Murchada 49-50,66,77,79; Soumission 90-91,Mort 96
- (en) Donnchadh Ó Corráin, Ireland before the Normans, Dublin, Gill & Macmillan, 1972, 210 p., p. 153,155,157,159,160-61,163-67,169,171
- (en) Seán Ó Hoireabhárd, Succession in twelfth-century Bréifne, Journal of Medieval History, 2004, p. 369-376
- (en) Bart Jaski, Genealogical tables of medieval Irish royal dynasties, Dublin, Four Courts Press, 2013 (ISBN 9781846824265), p. 154 Tableau-69 Ua Ruairc 10th-13th c.